# Smack My Bitch Up
Smack My Bitch Up är en låt av den brittiska gruppen The Prodigy. Den utgavs som singel den 17 november 1997. "Smack My Bitch Up" nådde förstaplatsen på UK Dance Chart.
Musikvideon, regisserad av Jonas Åkerlund, rönte stor uppmärksamhet.